# Hans Neuhoff
Hans Neuhoff, né le 10 janvier 1959 à Bonn (RFA), est un sociologue de la culture, musicologue et homme politique allemand. Membre de l'Alternative pour l'Allemagne (AfD), il est élu député européen le 9 juin 2024.

## Biographie
Hans Neuhoff étudie la musicologie à l'université technique de Berlin et obtient un doctorat en 1994. Il travaille ensuite sur divers projets interculturels relatifs à la musique et la danse avec des artistes originaires d'Inde, du Moyen-Orient et d'Afrique. En 2015, il assiste à une conférence sur la musique et l'immigration et plaide pour que les artistes issus de l'immigration bénéficient de l'égalité des chances dans leur carrière musicale.
Il rejoint l'Alternative pour l'Allemagne (AfD) en 2017 et occupe divers postes au sein du parti, notamment celui de président du parti à Bonn et de membre du comité exécutif de l'AfD en Rhénanie-du-Nord-Westphalie. Il est élu au conseil municipal de Bonn lors des élections locales de 2020. En 2024, il est critiqué par la section locale du parti parce qu'il n'a assisté qu'à 13 des 36 séances du conseil depuis sa prise de fonction en 2020.
Candidat en 8e position sur la liste électorale de l'AfD pour les élections européennes de 2024, il est élu député européen. Au lendemain du strutin, il réclame puis obtient l'exclusion du candidat principal du parti, Maximilian Krah, de la délégation de l'AfD au Parlement européen.